# Ezio Mizzan
Ezio Mizzan (Trst, 1905. – Rawalpindi, Pakistan, 26. ožujka 1969.) bio je talijanski diplomat.

## Životopis
Rođen je u Trstu, u talijanskoj obitelji koja je potjecala iz Pazina, u Istri. Diplomirao je u Rimu, a 1932. započeo je diplomatsku karijeru. Godine 1941. prisustvovao je natjecanju u Breslau (sada Wrocław) na kojem su sudjelovali, između ostalih, hitlerova mladež, pripadnici Gioventù Italiana del Littorio i ustaška mladež. Napisao je reportažu o druženju talijanske i njemačke omladine, napominjući da se druga europska izaslanstva mladeži nisu toliko bratimila, ali je primijetio da odnos talijanske i njemačke omladine još uvijek nije dovoljno srdačan. Služio je Italiji do trenutka kada je proglašena Salska Republika.
U godinama između kraja Drugog svjetskog rata i rođenja Talijanske Republike (talijanski: ricostruzione) njegovo poznavanje situacije i ljudi na istarsko-julijskom području bilo je dragocjeno u rješavanju problema vezanih uz te krajeve, čija bi sudbina bila odlučena eventualnim mirovnim ugovorom.
Godine 1946. poslan je u Kinu, gdje je postao konzul Hankoua. Na kraju je postao prvi tajnik talijanskog veleposlanstva u Nanjingu, a kada je talijanski veleposlanik 1950. pobjegao u Italiju, otpravnik poslova. Time je postao najviši talijanski dužnosnik u Kini u teškim vremenima dolaska komunizma i izbijanja Korejskog rata.
Budući da Italija nije mogla odlučiti hoće li priznati novu kinesku vladu, ali u isto vrijeme nije pomaknuo talijanske diplomate iz stare prijestolnice Nanjinga, pozvao je da se donese čvrsta odluka: ili priznati novu vladu , za što su mnogi mislili da je u svakom slučaju neizbježno, ili prekinuti sve diplomatske odnose, rasformirati veleposlanstvo i pustiti talijanske diplomate da se vrate kući.
Italija je na kraju odabrala drugu opciju, a Mizzan je uspio dobiti vizu iz Kine i stići do Hong Konga u prosincu 1951. Opozivom Mizzana, diplomatska mreža između Kine i Italije, praktički započeta s Markom Polom, a  službeno započeta 1866., bila je okončana, da bi se ponovno pokrenula 20 godina poslije.
Nakon svog rada u Kini, Mizzan je postao kancelar talijanskog veleposlanstva u New Delhiju. Godine 1959. postao je talijanski veleposlanik u Tajlandu, što je ostao do kolovoza 1965. Zatim je postao talijanski veleposlanik u Pakistanu, u teškim vremenima kada je bio pod vlašću feldmaršala Ayub Khana. Umro je u pakistanskom glavnom gradu Rawalpindiju 26. ožujka 1969. Godinama prije imenovan je velikim časnikom Reda za zasluge Talijanske Republike.